# Торрес Хименес, Уго
Уго Торрес Хименес (исп. Hugo Torres Jiménez; 25 апреля 1948 — 11 февраля 2022) — никарагуанский партизан, военный и политический деятель.

## Деятельность
Изучал право в Национальном автономном университете Никарагуа. В 1971 году присоединился к Сандинистскому фронту национального освобождения (СФНО), в 1974 году окончательно ушёл в подполье. Был никарагуанским партизаном-сандинистом и военачальником, стал бригадным генералом Никарагуанских вооруженных сил.
Во время попытки Сандинистского фронта национального освобождения свергнуть режим семьи Сомосы Торрес был единственным партизаном, который участвовал как в рейде на рождественскую вечеринку 1974 года, который среди других заключенных освободил будущего президента Даниэля Ортегу, так и в рейде 1978 года на Национальный дворец, освободившем ещё 60 политических заключенных.
После падения диктатуры Сомосы назначен заместителем министра внутренних дел Томаса Борхе, а затем переведён в министерство обороны. Вышел в отставку в 1998 году в звании бригадного генерала.
В конце 1990-х он стал критиком Ортеги, покинув СФНО, чтобы присоединиться к Сандинистскому движению обновления, а затем к его преемнику, Союзу демократического обновления, выступая в качестве вице-президента обеих партий.
В июне 2021 года он и ряд других видных диссидентов-сандинистов, был среди репрессированных во время волны арестов деятелей оппозиции администрацией Ортеги (которую он в записанном перед арестом видео назвал «ещё более жестокой, иррациональной и автократичной, чем диктатура Сомос»). Торрес Хименес оставался в предварительном заключении до октября 2021 года и за последующие три месяца к нему только дважды допускали родственников на свидание, прежде чем он умер в тюрьме в феврале следующего года. Позже высланная из страны Дора Мария Тельес заявила, что он умер из-за отсутствия медицинской помощи.
Также был известен как писатель и поэт, печатался в журнале министерства культуры «Poesía libre», в 2003 году опубликовал мемуары (Rumbo norte. Historia de un sobreviviente) с предисловием Серхио Рамиреса, а в 2017 году — сборник поэзии (Coplas y algunos poemas infiltrados).